# Сюзанна Сомерс
Сюзанна Марі Сомерс, до шлюбу Махоні; 16 жовтня 1946 — 15 жовтня 2023) — американська акторка, письменниця, співачка, підприємиця, сценаристка та представниця охорони здоров'я. З'явилася в телевізійній ролі Кріссі Сноу в Компанія трьох і в ролі Керол Фостер Ламберт в серіалі Step by Step.
Пізніше Сомерс стала авторкою серії книг про самодопомогу, в тому числі Ageless: The Naked Truth About Bioidentical Hormones (2006), про замісну біоідентичну гормональну терапію. Вона випустила дві автобіографії, чотири книги про дієти та книгу віршів.
Сомерс критикували за її погляди на деякі медичні питання та її підтримку протоколу Вайлі, який був названий «науково недоведеним і небезпечним». Її пропаганда альтернативних методів лікування раку викликала критику з боку Американського ракового товариства.

## Особисте життя
Народилася в Сан-Бруно, Каліфорнія, третьою з чотирьох дітей в ірландсько-американській католицькій родині. Її мати, Меріон Елізабет (до шлюбу Тернер), була медичною секретаркою, а батько, Френсіс Махоні, був чорноробом і садівником. Коли Сюзанні було 6 років, її батько став алкоголіком. Батько обзивав її та ставив у незручне становище.

## Кар'єра
Сомерс почала зніматися в невеликих ролях наприкінці 1960-х і на початку 1970-х, зокрема, у різноманітних ток-шоу, що рекламують її книгу поезії, і в окремих ролях у фільмах, таких як «Блондинка в білому громовику» в «Американських графіті» та епізод з Американська версія ситкому Lotsa Luck (як фатальна жінка). Вона також з'явилася в «Рокфордських справах» у 1974 році та зіграла незазначену роль «дівчини біля басейну» у фільмі «Сила Магнума» у 1973 році. Виконала гостьову роль у фільмі «Людина за шість мільйонів доларів», в епізоді «Чеширський проєкт» 1977 року, вона зіграла пасажирку в першому епізоді «Човна кохання», а також була гостею в епізоді «В один прекрасний день в той час» 1976 року. Пізніше вона отримала свою найвідомішу роль блондинки з головою «Кріссі Сноу» у ситкомі ABC Three's Company у 1977 році. Того ж року вона була учасницею дискусії зі знаменитостей на Match Game та з'явилася з чоловіком Аланом Хамелом на Tattletales.
У січні 1977 року Сомерс знялася в ситкомі ABC Компанія трьох. Після того, як акторки Сюзанна Зенор і Сьюзан Ланьє не вразили продюсерів під час перших двох пілотів, Сомерс запропонував президент ABC Фред Сільверман, який бачив її на Tonight Show, і вона пройшла прослуховування та була найнята за день до запису. Вона зіграла Кріссі Сноу, стереотипну тупу блондинку, яка працювала секретаркою в офісі.

## Фільмографія
- Булліт (1968), немає в титрах
- Тато пішов на полювання (1969) (в титрах не вказана)
- Дурні (1970), немає в титрах
- Американські графіті (1973)
- Сила Мангуста (1973), немає в титрах
- Це сталося в маєтку Лейквуд (1977)
- Біллі Джек їде до Вашингтона (1977)
- Пляж Зума (1978)
- Вчорашній герой (1979)
- Нічого особистого (1980)
- Повністю Мінні (1987)
- Serial Mom (1994) (сама)
- Rusty: A Dog's Tale (1998) (озвучка)
- Скажи, що це не так (2001) (камео)